# Конрад, Кент
Ге́йлорд Кент Ко́нрад (англ. Gaylord Kent Conrad; род. 12 марта 1948, Бисмарк, Северная Дакота, США) — американский государственный деятель и политик, сенатор США от штата Северная Дакота (1987—2013). Член Демократической партии.

## Биография

### Ранняя жизнь
Конрад родился в Бисмарке (штат Северная Дакота) в семье Эбигейла и Гейлорда Э. Конрада. Он осиротел в раннем возрасте и впоследствии воспитывался бабушкой и дедушкой в Бисмарке.

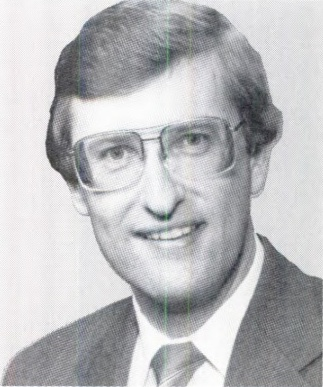
Конрад в 1987 году.

Он посещал начальную школу Рузвельта, среднюю школу Хьюза и среднюю школу Wheelus Air Base в Триполи, Ливия, перед окончанием Академию Филлипса в Эксетере. Затем он поступил в колледж в Стэнфордском университете и получил M.B.A. в Университете Джорджа Вашингтона.

### Личная жизнь
Конрад был женат дважды. Его первая жена Пэм — сестра бывшего американского Министр сельского хозяйства и бывший губернатор Северной Дакоты Эд Шафер; у них есть дочь Джессамин. Джессамин Конрад является автором книги «Что вам следует знать о политике, но вы этого не знаете» — якобы не ангажированного учебного пособия по вопросам политики, которое высоко оценили Барак Обама и Боб Доул.
14 февраля 1987 года он женился на Люси Калаутти, руководительнице его предвыборной кампании в Сенате в 1986 году, которая в настоящее время является лоббистом главной лиги бейсбола.

## Ранняя политическая карьера
После окончания колледжа Конрад стал государственным служащим, работая помощником налогового комиссара штата Северная Дакота Байрона Доргана, позже ставшим его коллегой в Сенате. Он впервые занялся политикой, когда в 1976 году безуспешно баллотировался в офис аудитора Северной Дакоты. В 1980 году сменил Доргана на посту налогового комиссара. Был налоговым комиссаром штата до 1986 года, когда баллотировался в Сенат.

## Карьера в Сенате США

### Назначения в комитетах
- Комитет Сената США по вопросам сельского хозяйства, питанию и лесному хозяйству[англ.]
  - Подкомитет США по вопросу сельского хозяйства по внутреннему и внешнему маркетингу, инспекции и здоровью растений и животных[англ.]
  - Подкомитет Сената США по сельскому хозяйству по производству, защите доходов и поддержке цен[англ.]
- Комитет Сената США по бюджету[англ.] (председатель)
- Комитет Сената США по финансам[англ.]
  - Финансовый подкомитет США по энергетике, природным ресурсам и инфраструктуре[англ.]
  - Подкомитет Сената США по сельскому хозяйству по производству, защите доходов и поддержке цен[англ.] (председатель)
  - Финансовый подкомитет Сената США по фискальной ответственности и экономическому росту[англ.]
- Комитет США по делам индейцев[англ.]
- Объединенный комитет Конгресса США по налогообложению[англ.]

### Политические позиции

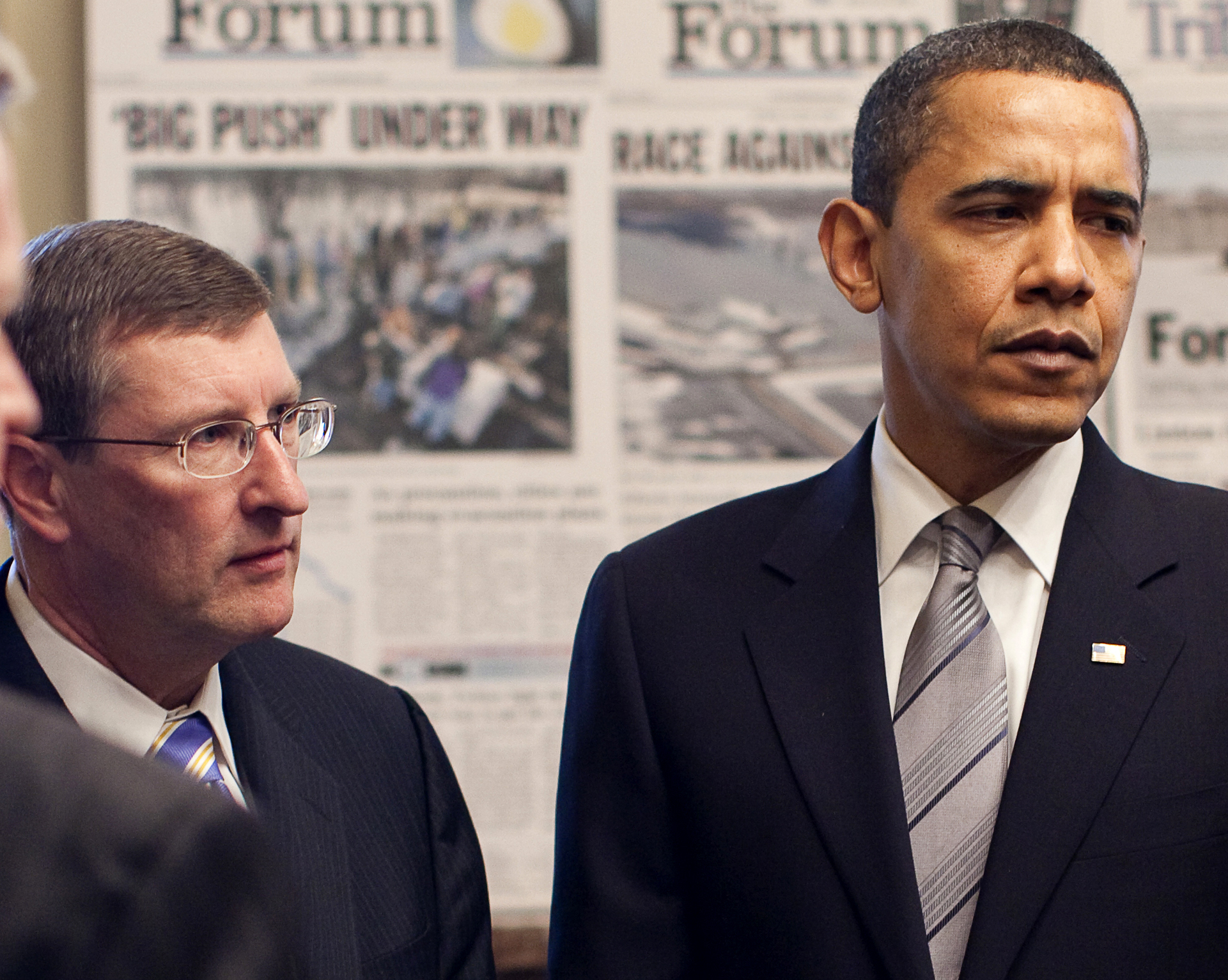
Конрад с президентом Бараком Обамой

В апреле 2006 года журнал «Time» назвал Конрада одним из «10 лучших сенаторов США». В том же году «The American» высоко оценил его знания касательно проблем, связанных с экономикой. Конрад поддержал Барака Обаму на президентских праймериз Демократической партии 2008 года «10 лучших сенаторов США».
Конрад был ведущим членом «закона о новой энергетической реформе 2008 года» — консервативной группы, настаивавшем на гораздо более интенсивном морском бурении в районах с плохой экологической обстановкой. Он был хорошо известен тем, что использовал диаграммы в качестве наглядных пособий при выступлении в Сенате, что принесло ему прозвище «Крестный отец диаграмм».

#### Здравоохранение
В ходе переговоров 2009 года, связанных с реформированием системы здравоохранения США, Конрад решительно выступил против возможности выбора государственного здравоохранения. Американская федерация труда объявил, что в 2012 году он профинансирует одну из праймериз для Конрада, если он сохранит свою позицию, продолжая выступать против.
29 сентября 2009 года Конрад проголосовал вместе с республиканцами из Финансового комитета Сената против поправки к законопроекту о здравоохранении, которая предусматривала бы общественный выбор. Он поддержал поправку Ступака-Питтса, которая ограничивает аборты, финансируемые налогоплательщиками, в контексте Закона о доступном медицинском обслуживании в ноябре 2009 года Актом о доступном здравоохранении для Америки.

#### Социальная политика
Конрад более политически консервативен, чем большинство демократов. Он последовательно выступал за запрет об абортов с частичным рождением от медицинской процедуры. Он также выступает против государственного финансирования абортов, но проголосовал за отмену запрета на аборты на военных базах. У Конрада неоднозначная репутация в отношении прав гомосексуалов. Хотя, он лично выступает против однополых браков, он проголосовал против предложенного конституционного запрета на них и поддержал законопроекты, предотвращающие дискриминацию по признаку сексуальной ориентации. 31 января 2006 года Конрад был одним из четырёх демократов, проголосовавших за утверждение судьи Сэмюэль Алито в Верховный суд.

#### Налогово-бюджетная политика
17 апреля 2012 года Конрад, убежденный сторонник плана Симпсона-Боулза, объявил о своем плане предложить его версию, которую он, как член Национальной комиссии по финансовой ответственности и реформе, помог разработать. Законодатели в Бюджетном комитете Сената могут быть вынуждены проголосовать или изменить план.
Конрад был известен своим глубоким пониманием денежно-кредитной политики и бюджетных вопросов. Он идентифицирует себя как «ястреб дефицита», поддерживающий сбалансированный федеральный бюджет, но продолжает поддерживать субсидии фермерским хозяйствам. Он голосовал против предложений республиканцев об отмене налога на имущество и альтернативных минимальных налогов. Он поддерживал налоги для среднего класса, но увеличил налоги для людей, зарабатывающих более 1 миллиона долларов в год. В 2010 году он поддержал продление истекающего сокращения налогов Буша «по крайней мере, до тех пор, пока экономика явно не восстановится».
Конрад был очень красноречив в своем несогласии с политикой расходов администрации Джорджа Буша. Он утверждал, что Буш усугубил государственный долг. Конрад также выступал против большинства мер свободной торговли и решительно поддерживал субсидии семейным фермерам.

#### Внешняя политика и национальная безопасность
В 1991 году Конрад проголосовал против одобрения применения военной силы в Ираке. Он был одним из 23 сенаторов, проголосовавших против резолюции о войне 2002 года. Хотя, он изначально проголосовал за Патриотический акт США, он выступил против несанкционированного прослушивания и дальнейшего использования правительством тюрьмы в Гуантанамо места содержания под стражей в заливе Гуантанамо.

### Политический кредитный скандал в Countrywide Financial
В июне 2008 года сообщалось, что Конрад получил ипотечные кредиты на выгодных условиях для второго дома и многоквартирного дома благодаря своей связи с генеральным директором Countrywide Financial Анджело Р. Мозило. Конрад признал, что разговаривал с Мозило по телефону. В электронном письме от 23 апреля 2004 г., связанном с одним из кредитов Конрада, Мозило призвал сотрудника «сделать исключение в связи с тем, что заёмщик — сенатор». Конрад отрицал, что знал о таком обращении и передал ипотечную скидку на благотворительность. Граждане за ответственность и этику в Вашингтоне (CREW) призвали провести расследование в отношении Конрада. В августе 2009 года, после годичного расследования, Комитет по этике оправдал Конрада за любое неэтичное поведение в его отношениях с Countrywide.
В ноябре 2006 года был избран на очередной срок, не баллотировался на очередное переизбрание в 2012 году. На момент сдачи мандата он был единственным унитарианцем в Сенате. Его сменила Хайди Хайткэмп.